# Гнатонем Петерса
Гнатонем Петерса (Gnathonemus petersii) — африканська прісноводна риба з родини мормирових. Використовують як акваріумну рибу. Відома під назвою риба-слон.

## Ареал
Має широке поширення в центральній і західній частині Африканського континенту, була зафіксована в Малі, Бенін, Нігер, Нігерія, Чад, Центрально-Африканська Республіка, Камерун, Республіка Конго та Замбії — в річках Чари, Огун, Нігер. Віддає перевагу густо вкритим рослинністю ділянкам річок з невеликою течією і каламутною, темною водою.

## Опис
Тіло видовженої форми, стисле з боків. Черевних плавців немає, грудні високо підняті, спинний і анальний плавники симетричні і розташовані практично біля основи роздвоєного хвоста. Місце з'єднання тіла з хвостовим плавником дуже тонке. Характерною особливістю рибки є «рот», а точніше нижня губа у вигляді хоботка, що надає їй схожість зі слоном. Цей орган оснащений безліччю нервових закінчень і може виробляти слабкі електричні імпульси, що дозволяє рибкам орієнтуватися в каламутній темній воді, шукати їжу, партнера і виявляти небезпеку. Окрас тіла темно-коричневий, практично чорний. При певному освітленні може переливатися фіолетовими відтінками. Спинний і анальний плавники з обох сторін з'єднують дві світлі округлі дуги. Статеві відмінності слабо виражені. Самки крупніші, у них більш округле черевце. У природі риба-слон може виростати до 25 см, але в умовах акваріума її розмір зазвичай не перевищує 15 см.

## Утримання в акваріумі

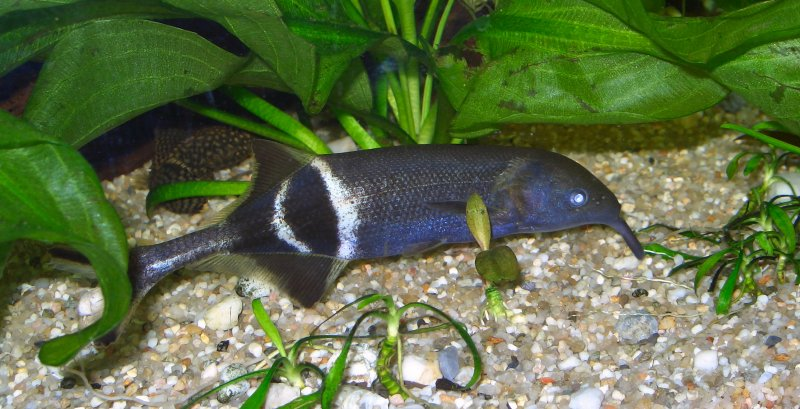
Риба в акваріумі

Утримувати краще зграйкою як мінімум з 3-4 особин, але краще 5-7. Більшою компанією родичів рибки почувають себе комфортніше і рідше проявляють агресію.

### Вимоги до акваріума
Акваріум потрібен просторий — від 200 літрів з оптимальними розмірами (100 см х 45 см х 45 см), чим більша група риб, тим відповідно більше повинна бути ємність. Необхідне слабке або приглушене освітлення, щоб дати рибі-слону відчути себе в безпеці. Потребує укриттях, причому їх кількість повинна відповідати або перевищувати число рибок — гладкі камені, корчі і рослини, які можуть вижити в умовах низької освітленості, такі як анубіаси, Папороті роду Microsorium, також можна використовувати валлиснерией. Як субстрат потрібно пісок або інший м'який ґрунт це життєво важливий для благополуччя цього виду, в іншому випадку рибки можуть пошкодити хоботовидну нижню губу, що ускладнить його годування. Акваріум необхідний з кришкою, риби-слони можуть вистрибувати з води.

### Параметри води
23-28 ° С, dGH 5-15, pH 6.0-7.5.
Потрібні фільтрація з аерацією, дуже чутливі до якості води, третину якої необхідно змінювати щотижня. Як і інші «голі» риби, риба-слон сприйнятлива до багатьох акваріумних ліків, у тому числі і солі. Спокійний і мирний. Сумісні з будь-якими не агресивними тропічними рибками, при нестачі життєвого простору внутрішньовидові сутички неминучі. Не повинні селитися з дуже активними або агресивними видами риб, оскільки не зможуть конкурувати з ними під час годування. Підходить біотопне співтовариство за участю інших африканських видів наприклад риби-метелики, конго тетра, синодонтис і ктенопома.

### Живлення
В умовах акваріума риба-слон цілком невибаглива і прийматиме заморожені, живі та інші види корму. Віддає перевагу мотилю, трубочнику. Іноді можна урізноманітнити меню дрібними шматочками м'яса або нежирної риби. Корм збирає на дні, спочатку підкидає їжу наверх, а потім всмоктує її. Слоник нільський досить повільний і не може скласти конкуренцію більш активним сусідам у боротьбі за їжу, тому важливо спостерігати, щоб вони отримували достатню кількість їжі.

## Розмноження
Статевої зрілості досягають до 2-3 років. У природних умовах самка може вимітати до 2000 ікринок, з яких мальки вилуплюються через 10-15 діб. Поки успішних випадків розмноження рибок в акваріумі не зафіксовано.

## Тривалість життя
Риба-слон за умови створення сприятливих умов може жити в неволі до 7-10 років.